# 농업 정보 관리 표준
농업 정보 관리 표준(Agricultural Information Management Standards, 약자로 AIMS)은 국제 연합의 농업 식량 기구에 의해서 시작된 발안이다. 이 발안의 전체적인 목적은 기존에 존재하는 농업 정보 시스템 사이에서 단결을 증가시키자는 것이다. 이 프로젝트의 당면한 목적은 정보 관리 표준을 만드는 것이다. 이 정보 관리 표준은 존재하거나 새로 만드는 농업 정보 시스템 사이에 정보의 공동 이용을 가능하게 하고, 또한 공용 방식, 표준, 그리고 응용 프로그램을 사용할 수 있게 한다.

## 목적
농업 정보 관리 표준은 농업 분야에서 사용자들에게 의미 기반의 서비스를 제공한다. 이것은 다양한 리소스를 제공하는 것을 의미하는데, 예를 들면 지식기반 시스템, 방법들, 그리고 가능한 사용 도구들이다.
- 이 리소스들은 정보 관리와 IT 전문가들이 다른 시스템와 데이터 교환 가능한 시스템을 만드는 것을 도와 준다.
- 이 리소스들은 도메인 전문가들이 현재 농업 관련 정보 기준과 방법들에 맞는 서비스를 사용하게 한다.

## 기준

### AGROVOC
- AGROVOC 유의어 사전은 농업, 산림, 어업,식량,그리고 연결된 분애를 다루는, 다국어의 구조화되고 통제된 어휘사전이다..
- 아랍어, 중국어, 체코어, 영어, 페르시아어, 불어, 독일어, 인도어, 헝가리어, 이탈리아어, 일본어, 한국어, 라오어, 폴란드어, 포르투갈어, 러시아어, 슬로바키아어, 스페인어, 타이어로 번역되어 있다.
- MySQL, 마이크로소프트 액세스, RDF, OWL, SKOS, Postgres, TagText, ISO2709 버전으로 상업적 목적이 아니면 무료로 내려받을 수 있다.
- 필요한 프로그램에 맞게 최신 버전을 웹 서비스(web services)를 통해 이용할 수 있다.

AGROVOC 유의어 사전은 AGROVOC 컨셉 서버(CS)을 바탕으로 한다. AGROVOC 컨셉 서버(CS)는 컨셉을 정의하고 그 사이의 관계를 나타냄으로써 지식을 표현하는 새로운 개념의 컨셉 기반 시스템이다. 이것은 여러 지역의 관리자와 에디터가 관리하는 시스템으로 디자인되었다. CS 워킹벤치는 AGROVOC CS의 내용을 관리할 수 있는 웹베이스 작업 환경이다. 이걸 통해 다국어의 온톨로지와 용어 시스템을 만들고 관리하는 도구이다.

### 지식 조직 시스템 (KOS)
농업 분야안에서, 여러 가지 지식 조직 시스템이 사용되고 있다. 그 둘 중 많은 시스템이 지식 조직 시스템에 등록했고, 링크를 통해 각각의 홈페이지에 연결된다.

### Ag-Standards
메타데이터 집합은 리소스에 관한 특별한 정보를 서슬하는 레이블을 의미하는 요소(element)로 구성되어 있다. 리소스는 확인 가능한 모든 것으로 정의한다. "문서와 비슷한 정보를 다루는 것"이라는 관점에서 보면, 리소스는 문서, 기록, 웹 사이트, 프로젝트 보고서 등을 예로 들 수 있다. AgMES(Agricultural Metadata Element Set)는 2000년에 국제 연합 식량 농업 기구와 OneWorld Europe와 공동으로 시작되었다. AgMES는 식량 생산과 영양, 그리고 농촌 개발에 관련된 모든 분야에서 사용하는 리소스들을 기술하는 요소(element)를 정의하는 이름 공간을 관리하는 상부 시스템으로 활동한다.

## 도구

### AgriDrupal
AgriDrupal은 "농업 정보 관리의 솔루션의 세트"이자 "이 솔루션들 주위의 실천을 위한 커뮤니티"이다. AgriDrupal 커뮤니티는 농업 정보 전문가와 Drupal Drupal이라는 도구를 가지고 정보 관리를 시험해 보는 사람들이 만든 것이다. 이 커뮤니티는 AIMS 커뮤니티를 통해서 서로 상호 교통한다. AgriDrupal 커뮤니티는 다음과 같은 활동을 통해 모듈기반 솔루션을 개발하기 위해 일하고 있다.
- Drupal을 위항 새로운 모듈 개발, 적용, 지원
- 이미 존재하는 모듈을 추천하고, 현재 기준에 맞도록 바꾸는 일
- 스크립트 (scripts)를 공용화 하고, 공동의 문제를 풀수 있는 기술을 개발

이러한 모듈 기반 솔루션은 Drupal을 설치할 때 통합할 수 있다. AgriDrupal은 또한 농업 분야에서 정보 관리를 지원할 수 있는 기준 솔루션을 디자인하기 위한 도구를 만들어 제공할 수 있다.

### WebAgris
WEBAGRIS는 분산적인 데이터 입력, 농업 도서목록에 관한 정보를 처리하고 전파하는 다국어 웹 베이스 시스템이다. 이것은 일반적인 데이터 입력과 전파 기준( XML, HTML, ISO2709), 주제 분류 도식(subject categorization schema) 과 AGROVOC 유의어 사전을 기본으로 한다. WEBAGRIS는 또한 전자 포맷으로 제공되는 문서로 링크할 수 있다.

### 도구들의 등록( Registry of Tools )
- 메타데이터와 분류 도구들: 메타데이터를 만들수 있는 도구들, 예를 들면 WebAGRIS, 농업 의미 기준에 맞게 주문제작할 수 있는 도구들
- 온톨로지 도구들: 온톨로지를 만들수 있는 도구들
- 유의어 사전 도구들: 무료로 사용할 수 있는 AGROVOC Thesaurus 관리와 개선 도구들
- 그 외의 도구들: 유효성을 판단하는 도구들, 구문 분석기, AgriFeeds처럼 농업 관련 이벤트를 제공하는 서비스 제공자들

## 커뮤니티
AIMS 웹사이트는, 위키나 포럼 그리고 블로그를 통해서, 각각의 기관이나 개인들이 농업에 관련된 기준과 방법들 그리고 경험을 나눌수 있도록 통합된 시스템을 제공한다. 뉴스나 이벤트도 AIMS 웹사이트를 통해서 서로 교환하고, 리소스로 다시 사용할 수 있도록 "ONE-STOP access" 형태로 발표된다. 이 AIMS 커뮤니티 플랫폼은 정보 제공자, 연구기관, 대학, 농업 교육및 확장을 위해 노력하는 기관 그리고 기업들을 포함하는 세계적인 농업 커뮤니티가 되는 것을 목적으로 한다,

## 같이 보기
- 농업 온톨로지 서비스
- AGROVOC
- AGRIS